# نيكولاوس جايجر
نيكولاوس جيجير (بالألمانية: Nikolaus Geiger)‏ هو نحات ورسام ألماني، ولد في 6 ديسمبر 1849 في لاوينغن في ألمانيا، وتوفي في 27 نوفمبر 1897 في Wilmersdorf ‏ في ألمانيا.

## معرض صور

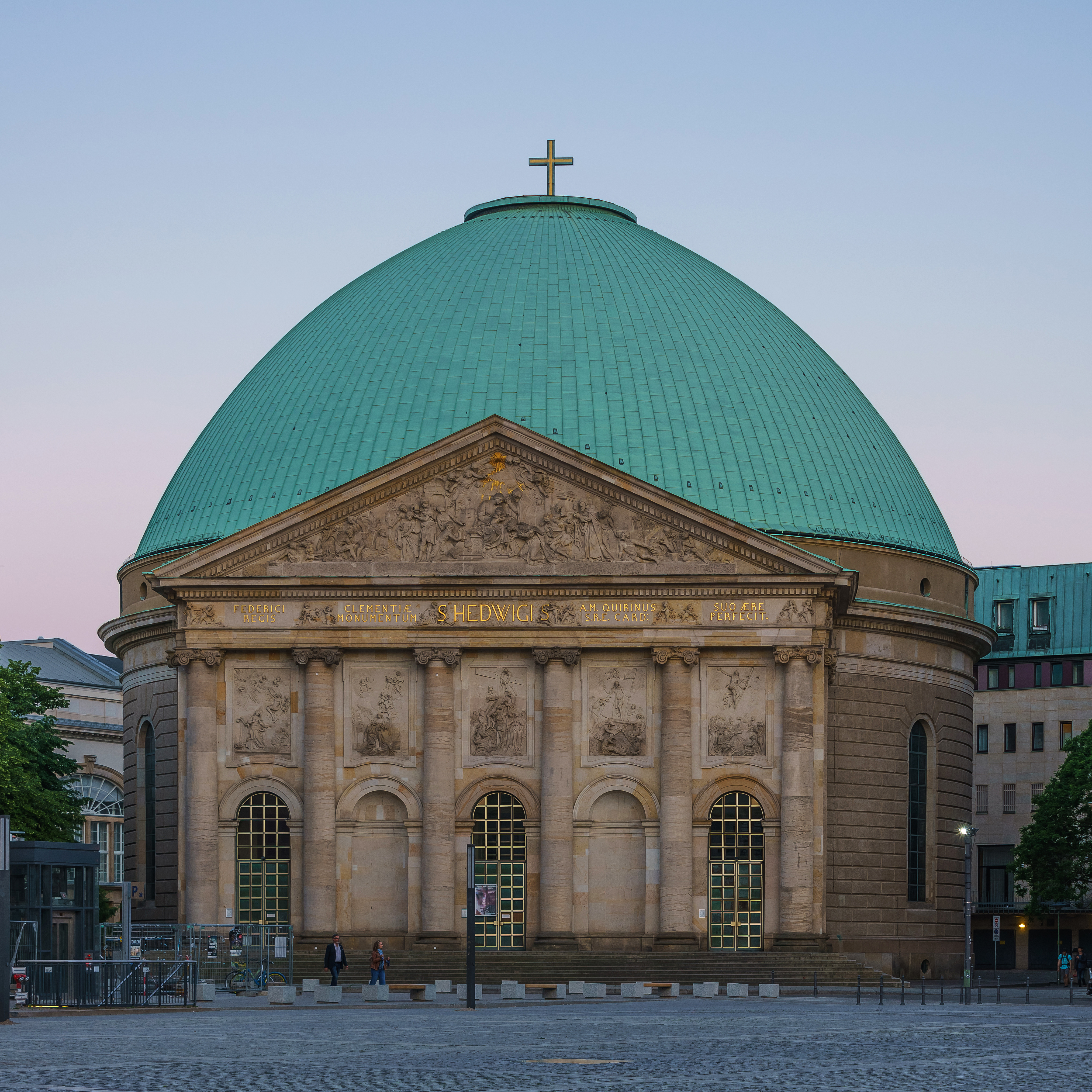
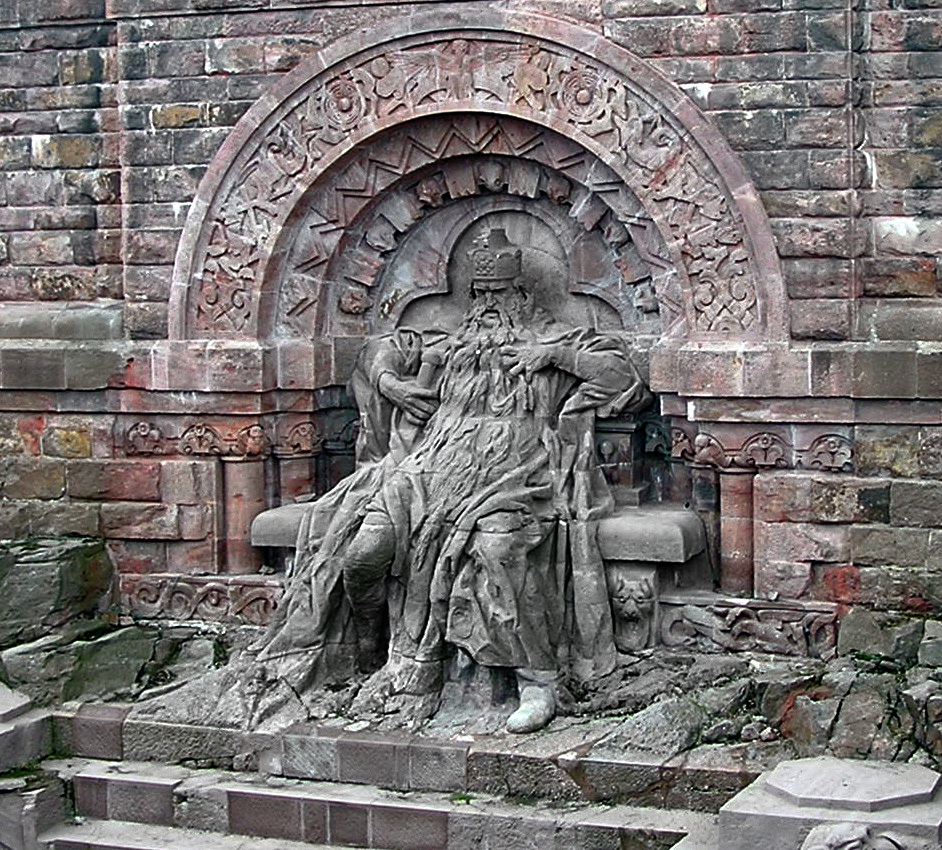
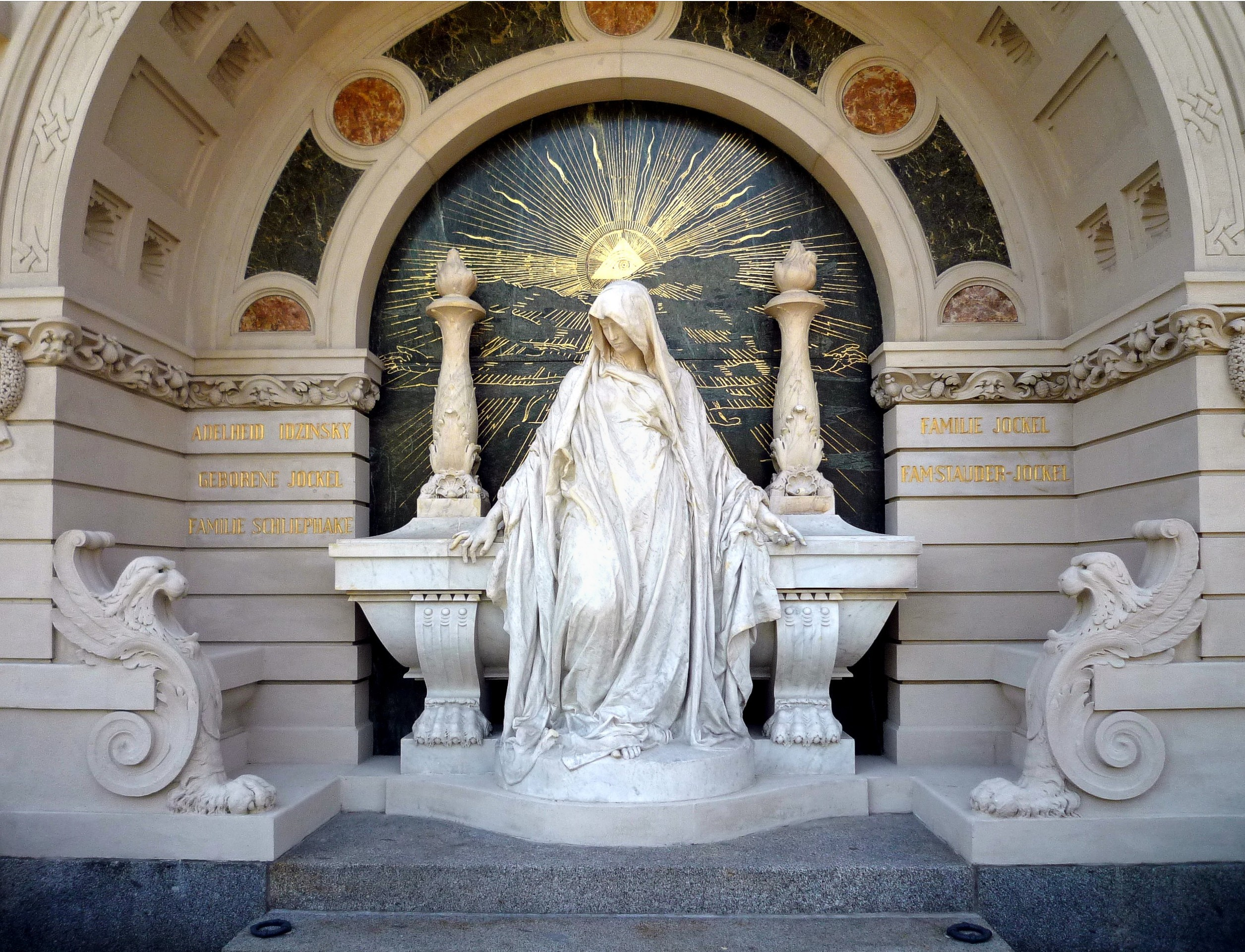